# Mário Campanha
Mário Campanha (Tupã, 8 de outubro de 1949) é um compositor, multi-instrumentista, maestro e produtor musical brasileiro. Está há mais de trinta anos vivendo com a cantora Mary Galvão, com quem se casou oficialmente em 2016. Em 1973, a cantora Vanusa gravou "Manhãs de setembro", sendo o maior sucesso de Mário Campanha como compositor.